# Galina Andrejewna Stepanskaja
Galina Andrejewna Stepanskaja (russisch Галина Андреевна Степанская; * 27. Januar 1949 in Leningrad, Sowjetunion) ist eine ehemalige sowjetisch-russische Eisschnellläuferin.
Sie gewann bei den Olympischen Winterspielen 1976 in Innsbruck die Goldmedaille über 1500 Meter.

## Auszeichnungen
- 1976:  Verdienter Meister des Sports der UdSSR[1]
- 1976:  Ehrenzeichen der Sowjetunion[1]